# Clunio purpureus
Clunio purpureus är en tvåvingeart som beskrevs av Hashimoto 1962. Clunio purpureus ingår i släktet Clunio och familjen fjädermyggor. Inga underarter finns listade i Catalogue of Life.